# Jacqueline Bracamontes
Jacqueline Bracamontes Van Hoorde (Guadalajara, 23 de dezembro de 1979) é uma atriz, modelo e ex-miss mexicana.

## Biografia
Jacqueline é filha de Jesús Bracamontes, ex-técnico do time de futebol popular mexicano Chivas Guadalajara, e de Jacqueline Van Hoorde, uma mexicana de ascendência belga. Ela é a mais velha de três filhos e tem uma irmã, Alina, e um irmão, Jesús Jr. Seu pai também é um analista de futebol para os hispano-americanos na rede de televisão Univision. Após o colegial, Jaqueline mudou-se para a França para estudar francês. Quando ela voltou para o México, estudou Ciências da Comunicação, no Instituto Tecnológico de Estudios Superiores de Occidente. Enquanto esteve lá, ela começou a trabalhar como modelo. Jacqueline também fala Espanhol, Francês e Inglês fluentemente.
Jacky, como também é chamada, iniciou sua carreira como modelo, e foi num ensaio fotográfico que a diretora do concurso "Nuestra Belleza Jalisco" a encontrou e a convidou a participar do concurso, que acabou vencendo. Jacky também ganhou o Nuestra Belleza México de 2000, e assim foi enviada para representar o México no Miss Universo 2001, que foi realizado em Porto Rico.
Após os concursos, começou a trilhar seus passos na televisão como apresentadora de eventos no "AcaFest", "Premios TV y Novelas", "Teletón", "Fiesta Mexicana", entre outros. Seu desempenho chamou a atenção dos produtores que a convidaram para outros projetos antes mesmo de terminar seu reinado como "Belleza Mexico".
A primeira proposta que chamou sua atenção foi a do jornal esportivo "VISIN AM", primeiro jornal apresentado exclusivamente por mulheres. Jacky esteve a cargo do programa durante os anos de 2002 e 2003. Durante este período, foi convidada pelo canal Univisión para ser comentarista na Copa do Mundo FIFA de 2002, que foi realizada na Coreia do Sul e no Japão.
Em 2002, Jacky se formou no "Centro de Educación Artistica" (CEA) da Televisa, dando início ao seu próximo passo: a atuação. Em Alegrijes y rebujos, da produtora Rosy Ocampo, interpretou um dos papéis dos protagonistas juvenis, e levou o Prêmio TVyNovelas de revelação feminina do ano por sua atuação.
Jacky foi uma das protagonistas de Rubi, novela de grande sucesso, ao lado de Sebastián Rulli, Barbara Mori e Eduardo Santamarina. Depois disso, começou a trilhar também seus passos pelo cinema ao formar parte do elenco de Cuando las cosas suceden, de Antonio Peláez. Entre outros trabalhos está sua participação sendo protagonista juntamente com o ator Guy Ecker na novela Heridas de amor, também como protagonista na novela Las tontas no van al cielo, atuando com seu ex-namorado Valentino Lanus e também com Jaime Camil. Jacqueline novamente foi protagonista da novela Sortilégio, ao lado de Willian Levy e um grande elenco.
Atualmente é casada com o piloto Martín Fuentes, com quem teve os gêmeos Jacqueline e Martin. Mas o menino morreu minutos depois de vir ao mundo.
Em julho de 2014 nasce Carolina, a segunda filha do casal.
Jacqeline Bracamontes divulgou sua saída das telenovelas em 2009, no final da novela Sortilegio, ficando afastada por mais de 5 anos. Retornou as telinhas em 2017, em uma participação na novela El bienamado. Ainda no mesmo ano, a ex-atriz divulgou o fim do seu contrato de exclusividade com a Televisa.

## Televisão
| Ano  | Título                     | Personagem                                    |
| ---- | -------------------------- | --------------------------------------------- |
| 2021 | La suerte de Loli          | Mariana Torres Tovar                          |
| 2017 | El Bienamado               | Laura Urquidi de Serrano                      |
| 2010 | Mujeres Asesinas 3 (série) | Irma, De Los Peces                            |
| 2009 | Sortilégio                 | María José Samaniego Miranda                  |
| 2009 | Sortilégio                 | Sandra Bittencourt Miranda                    |
| 2008 | Las tontas no van al cielo | Cándida "Candy" Morales Alcalde               |
| 2008 | Al diablo con los guapos   | Cándida "Candy" Morales Alcalde (um episódio) |
| 2006 | La fea más bella           | Magaly                                        |
| 2006 | Heridas de Amor            | Miranda San Llorente de Aragón                |
| 2004 | Rubí                       | Maribel de la Fuente                          |
| 2003 | Alegrijes y rebujos        | Angélica Rivas                                |
| 2002 | ¡Vivan los niños!          | Hada de los Dientes                           |
| 2002 | Entre el amor y el odio    | Leonela Montenegro de Valência                |
| 2002 | Cómplices al rescate       | Joselyn                                       |

## Cinema
| Ano  | Título                   | Personagem |
| ---- | ------------------------ | ---------- |
| 2016 | Un padre no tan padre    | Alma       |
| 2007 | Cuando las cosas suceden | Irmã Lucía |

## Premiações
| Ano  | Categoria                 | Programa/Novela            | Resultado |
| ---- | ------------------------- | -------------------------- | --------- |
| 2009 | Melhor Atriz Protagonista | Las tontas no van al cielo | Indicada  |
| 2007 | Mejor Atriz Protagonista  | Heridas de Amor            | Indicada  |
| 2004 | Revelação Femenina        | Alegrijes y Rebujos        | Venceu    |